# Welegezyci
Welegezyci, Wielegezyci, Welegezeci, Welegoci – plemię słowiańskie zamieszkujące od VII wieku na terenach Tesalii.  Sąsiadowali na północy z plemionami Draguwitów

## Zdobycie siedzib w Grecji
Welegezyci pojawili się w Tesalii na początku VII wieku w ramach wielkiego exodusu sklawińskiego na ziemie Cesarstwa Bizantyńskiego. W latach 610-617 Słowianie wspólnie z Awarami spustoszyli półwysep grecki wypierając miejscową ludność grecką na tereny górskie w centrum półwyspu oraz na wyspy Morza Egejskiego. Welegezyci osiedlili się w Tesalii. Na zajętych terenach nie stworzyli własnego organizmu politycznego, żyjąc w ramach luźnych struktur plemiennych, doraźnie łącząc się w większe związki plemienne. Około 615 roku spustoszyli wspólnie z Sagudatami, Rynchynami, Draguwitami, Wajunitami i Brsjakami rozległe obszary Iliricum. Ludność miejscowa, której udało się uniknąć śmierci, schroniła się w miastach na wybrzeżu. Oblegli również Tesalonikę, musieli jednak odstąpić od oblężenia. W 618 roku ponownie pojawili się pod murami Tesaloniki wspólnie z Awarami. Oblężenie trwało 33 dni i również zakończyło się niepowodzeniem. W 626 roku wzięli prawdopodobnie udział w wielkim awarsko-słowiańskim oblężeniu Konstantynopola, zakończonym klęską słowiańskiej flotylli łódek jednodrzewek w bitwie w zatoce Złotego Rogu, konfliktem pomiędzy Słowianami a Awarami i odstąpieniem najpierw Słowian a potem Awarów od oblężenia. Kolejne informacje o Welegezytach pochodzą z lat 70. VII wieku. W 674 roku związek Rynchynów, Sagudatów, Draguwitów i Strumian obległ Tesalonikę. Welegezyci stanęli wówczas po stronie Greków, przeciwko swym słowiańskim współplemieńcom. Przed decydującym szturmem z akcji wycofali się również Strumianie. Oblężenie zakończyło się niepowodzeniem.

## Stopniowe podporządkowanie Bizancjum
Pod koniec VII wieku do kontrofensywy przeszli cesarze bizantyńscy podporządkowując sobie stopniowo ziemie zamieszkane przez Słowian. O walkach na terenach Welegezytów źródła wspominają dopiero w 783 roku, kiedy doszło do wielkiej wyprawy wojsk bizantyńskich, wysłanych przez cesarzową Irenę, pod wodzą eunucha Staurakiosa w głąb Grecji. Wyprawa przez Macedonię i tereny Welegezytów dotarła do Hellady i na Peloponez. Historycy są jednak ostrożni w uznawaniu tej daty za kres niezależności Welegezytów. Podkreśla się propagandowy charakter relacji o wielkim zwycięstwie nad Słowianami. Przeciw uzależnieniu Welegezytów zdaje się też przemawiać wystąpienie w 799 roku archonta Welegezytów Akamira przeciw Irenie. Poparł on przebywających na zesłaniu w Atenach synów cesarza Konstantyna V Kopronima, braci zmarłego męża cesarzowej. Bunt przeciw cesarzowej został stłumiony, a niefortunnych kandydatów do purpury cesarskiej oślepiono.
Na początku IX wieku Bizancjum podporządkowało sobie Słowian na Peloponezie, do połowy stulecia nie ma natomiast informacji o sytuacji w Tesalii. Ze wzmianek o biskupstwie Larisy w II połowie IX wieku wnioskuje się o przywróceniu administracji bizantyńskiej na terenach zamieszkanych przez Welegezytów. 
Po okresie zamieszkiwania Welegezytów w Tesalii pozostało 130 nazw miejscowości pochodzenia słowiańskiego.